# Felicity Jones
Felicity Rose Hadley Jones (Birmingham, 17 oktober 1983) is een Brits actrice. Ze won in 2011 zowel een National Board of Review Award (beste doorbraak) als de juryprijs van het Sundance Film Festival voor haar rol in Like Crazy. Daarnaast werd ze genomineerd voor onder meer een Empire Award (voor Like Crazy) en British Independent Film Awards in zowel 2011 (voor Albatross) als 2013 (voor The Invisible Woman).